# Мишјак Вели
Мишјак Вели је мало ненасељено острво у хрватском делу Јадранског мора у шибенском архипелагу.
Налази се око 1 км источно од најјужнијег рт острва Каприје. Површина острва износи 0,32 км². Дужина обалске линије је 2,66 км.. Највиши врх на острву је висок 62 метара.